# آرکومبال
آرکومبال (به فرانسوی: Arcambal) یک کمون در فرانسه است که در canton of Cahors-Sud واقع شده‌است. آرکومبال ۲۳٫۱۱ کیلومتر مربع مساحت دارد ۷۵ متر بالاتر از سطح دریا واقع شده‌است.